# Linia kolejowa nr 687
Linia kolejowa nr 687 – pierwszorzędna, jednotorowa, zelektryfikowana linia kolejowa znaczenia państwowego łącząca posterunek odgałęźny Kalina ze stacją Herby Stare.
Umożliwia przejazd pociągów z kierunku Kalet w stronę Częstochowy. Jest najczęściej wykorzystywana przez pociągi towarowe, a sezonowo przez pociągi pasażerskie do Helu oraz Łeby.
Linia została w całości ujęta w kompleksowej sieci transportowej TEN-T.